# JNNテレビ夕刊
『JNNテレビ夕刊』（ジェイエヌエヌ・テレビゆうかん）は、TBSをキー局とするJNN加盟局で1959年8月から1962年9月まで（日曜日のみ1965年3月まで）にかけて放送された夕方のニュース番組である。大正製薬の一社提供。
後番組は、キャスターニュースの先駆けとなり、かつ長寿番組となった『JNNニュースコープ』。

## メインキャスター
- シフトの日替わり

## 放送時刻
時間はいずれもJST。
| 期間    | 期間   | 平日                        | 土曜                        | 日曜          |
| ------- | ------ | --------------------------- | --------------------------- | ------------- |
| 1959.8  | 1962.9 | 18:30 - 18:50               | 18:45 - 19:00               | 17:50 - 18:00 |
| 1962.10 | 1965.3 | 「JNNニュースコープ」へ移行 | 「JNNニュースコープ」へ移行 | 17:50 - 18:00 |

## ネットしていた局
- ラジオ東京テレビ（KRT）→東京放送（制作・幹事局、現・TBSテレビ）
- 北海道放送
- 岩手放送（現・IBC岩手放送）
- 東北放送
- 新潟放送
- 信越放送
- 静岡放送
- 中部日本放送（現・CBCテレビ）[1]
- 北陸放送
- 朝日放送（現・朝日放送テレビ）[2]
- 山陰放送
- 山陽放送（現・RSK山陽放送）
- ラジオ中国（RCCテレビ、現・中国放送）
- 高知放送[3]
- RKB毎日放送
- 長崎放送
- 熊本放送
- 大分放送[4]
- 宮崎放送
- 南日本放送
- 琉球放送[5]

- ラジオ青森（RAB、現・青森放送）はJNNへの加盟を前提に、試験放送期間中の1959年9月20日から同時ネットしていたが、北海道放送や岩手放送（現・IBC岩手放送）と放送エリアが近接しているため、営業面で日本テレビとのネットにした方が有利と再考されたことと、ラジオ東京（現・TBSテレビ）から提示されたネット保証金が事前の合意より1,000万円も少なくなったことと経営面で出たこととが重なり、当時社長だった竹内俊吉（後に青森県知事）が病床の身を押してラジオ東京の幹部と直接折衝したものの協議が物別れに終わった。このため、急遽衆議院議員同士で個人的に知己があった日本テレビ社長（当時）の正力松太郎と会談すると、直ちに正力がラジオ青森とのネット関係を結ぶことを決断したことから、9月25日途中で日本テレビ主体のネットに変更したことで9月24日で打ち切りとなった。